# Bièvre
Bièvre (valonă Bive) este o comună francofonă din regiunea Valonia din Belgia. Comuna Bièvre este formată din localitățile Bièvre, Baillamont, Bellefontaine, Cornimont, Graide, Gros-Fays, Monceau-en-Ardenne, Naomé, Oizy și Petit-Fays. Suprafața sa totală este de 109,59 km². La 1 ianuarie 2008 comuna avea o populație totală de 3.162 locuitori. 